# Roquetoire
Roquetoire é uma comuna francesa na região administrativa de Altos da França, no departamento de Pas-de-Calais. Estende-se por uma área de 10,71 km². Em 2010 a comuna tinha 1 989 habitantes (densidade: 185,7 hab./km²).